# كافالريا روستيكانا
كافالريا روستيكانا (النخوة الريفية)، أوبرا للكاتب الإيطالي جوفاني فيرجا

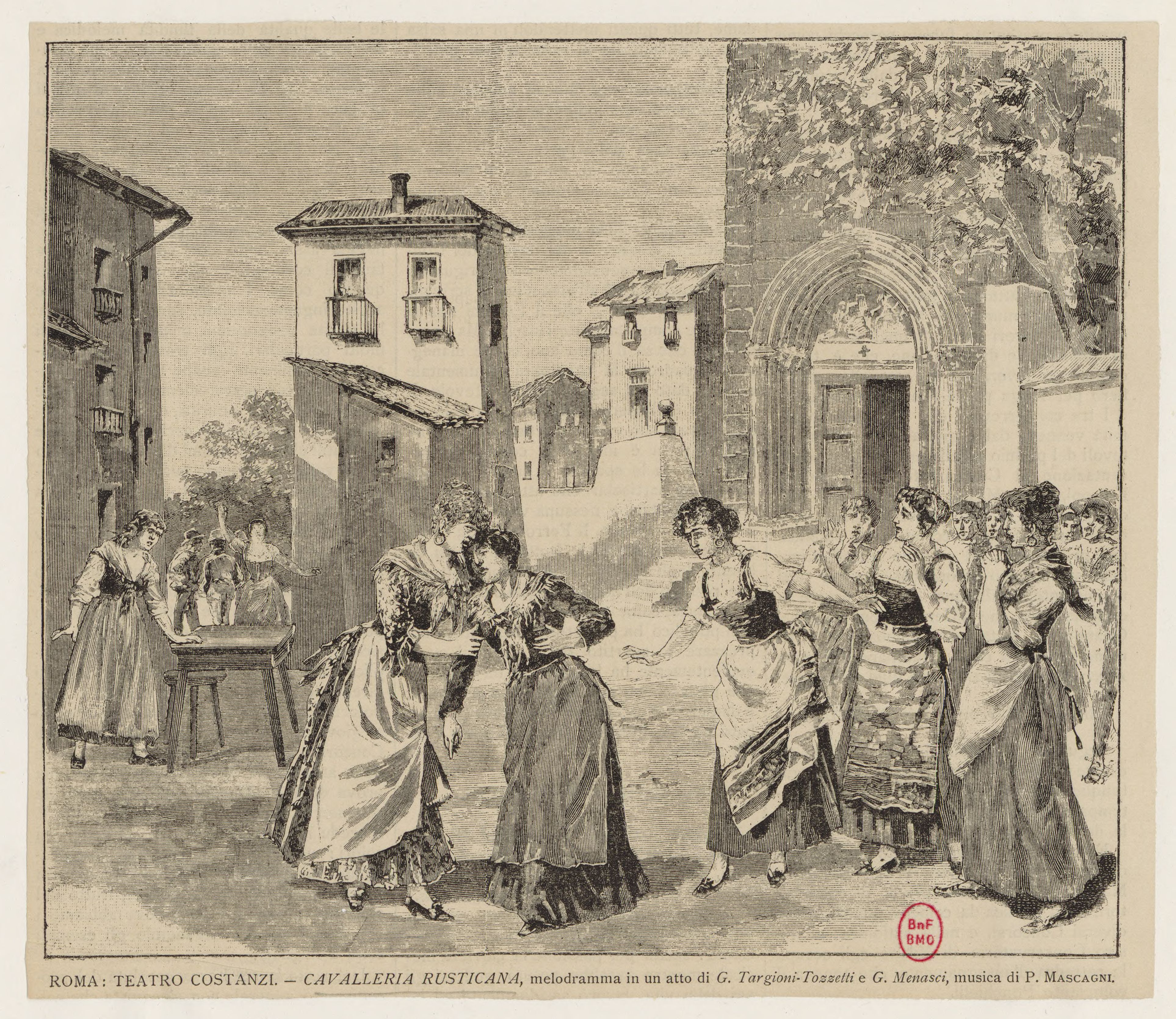
مشهد من أوبرا 1890 على مسرح كوستانسي بروما

والرواية الأكثر انتشارا  هي كافالريا روستيكانا أو النخوة الريفية والتي أخرجها كفيلم المخرج Ugo Falena في عام 1916 ثم المخرج ماريو جارجيولو وفي عام 1924 حيث كان يلعب  Alfio  ثم للمخرج جيوفاني جراسو. وفي 1939 كان يتم وضع  تصوير فيلم موسيقي دائما حول نفس الموضوع، من إخراج أمليتو باليرمي مع عيسى بولا في دور كافالريا روستيكانا، ودوريس دورانتي في جزء من لولا، وكارلو نينشي في الفيو وليوناردو كورتيز في كافالريا روستيكانا.
وقد تم عمل كافالريا روستيكانا (النخوة الريفية) كاوبرا من فصل واحد بواسطة المخرج بيترو ماسكانى وشارك فيها جوفانى تارجونى توتسيتى وجويدو ميناشى وتم عملها كمسرحية بنفس الاسم بواسطة جوفانى فيرجا. وتم عرضها على مسرح كوستاتسيونه بروما في 17مايو 1880. ولازالت تقدم كاوبرا حتى الآن وتلاقى نجاحا عظيما.
واصبح فيرجا مصدر إلهام للعديد من المخرجين المهمين. وفي عام 1954 تم عمل فيلم La cavalleria rusticana من قبل المخرج كارمين جالون مع ماي بريت في جزء  من سانتوزا، وإيتوري مانني في تورديدو، وكيريما في لولا وأنتوني كوين في الفيو.

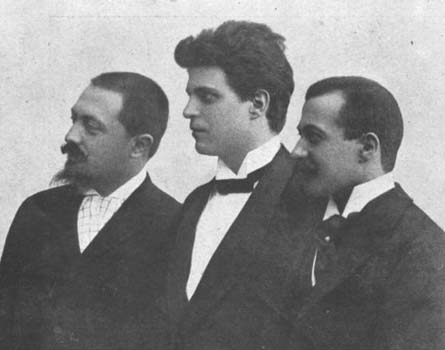
المخرج ماسكانى وجوفانى تارجونى وجويدو ميناشي

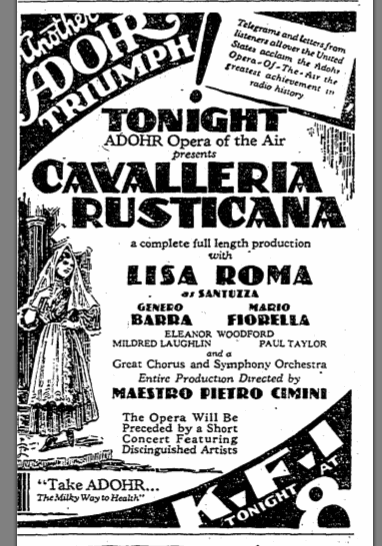
Advertisement for 1930 radio broadcast with Lisa Roma

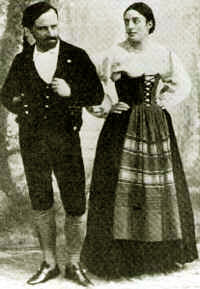
Gemma Bellincioni as Santuzza, and her husband, Roberto Stagno, as Turiddu, in the 1890 premiere of Cavalleria rusticana

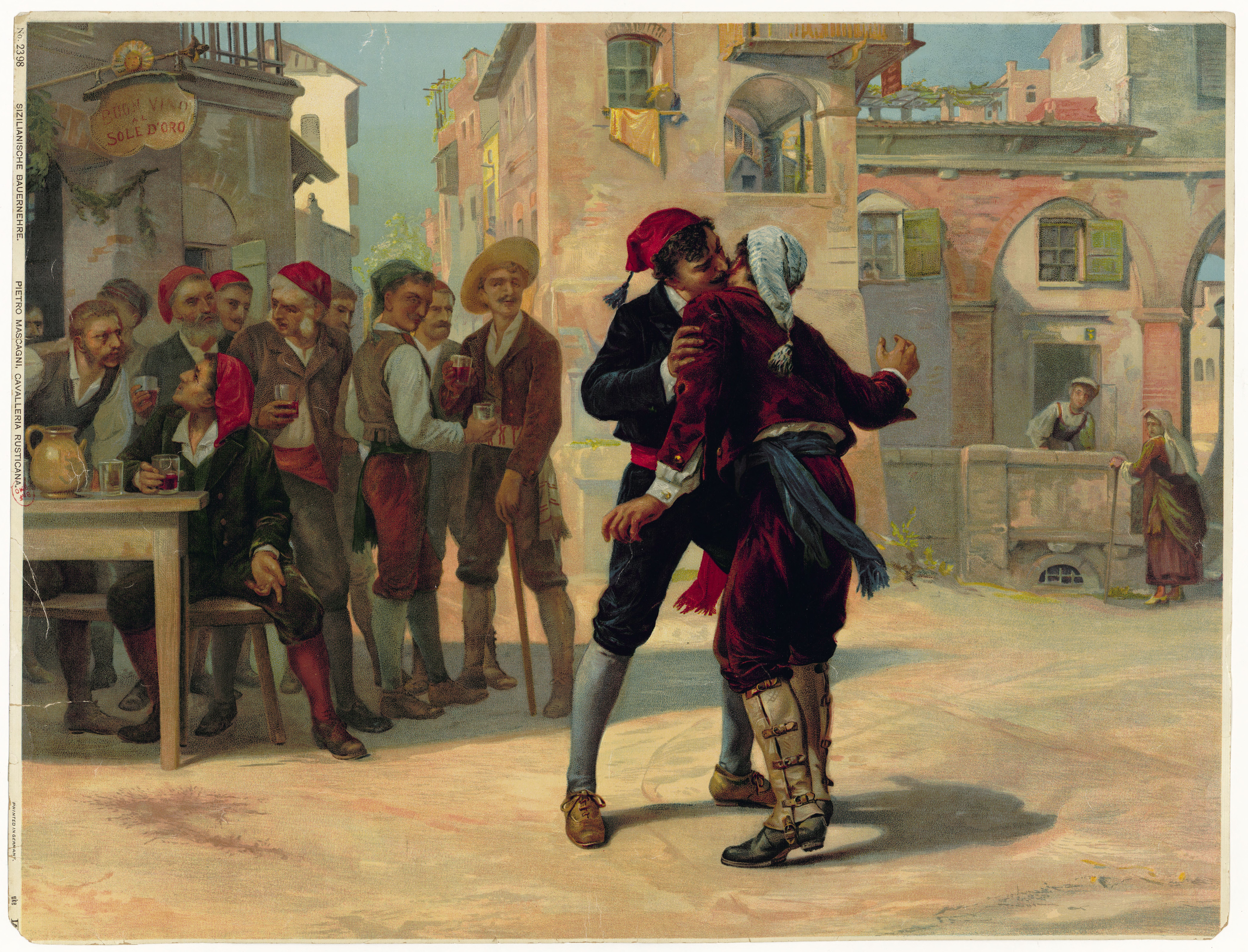
Sizilianische Bauernehre. Pietro Mascagni : Cavalleria Rusticana" - Scene from near the end of the opera, where Alfio and Turiddu embrace as part of the ceremony before their duel.

| Cavalleria rusticana: Intermezzo Sinfonico |

.